# Фокс-Стрэнгуэйс, Морис, 9-й граф Илчестер
Капитан группы Морис Вивиан де Туффревиль Фокс-Стрэнгуэйс, 9-й граф Илчестер (англ. Maurice Vivian de Touffreville Fox-Strangways, 9th Earl of Ilchester; 1 апреля 1920 — 2 июля 2006) — британский дворянин и инженер. Он носил титул учтивости — лорд Ставордейл с 1964 по 1970 год.

## Происхождение и образование
Родился 1 апреля 1920 года в Порт-Тауфике в Египте, где его отец служил в британской консульской службе. Старший сын Уолтера Анджело Фокса-Стрэнгуэйса, 8-го графа Илчестера (1887—1970), и Лор Джорджин Эмили Мазараки (? — 1970).
Он получил образование в гимназии Кингсбриджа и поступил в Королевские военно-воздушные силы в январе 1936 года в возрасте 15 лет.

## Вторая мировая война и дальнейшая карьера
Он обучался в RAF Halton и был отправлен в RAF Brize Norton, где он служил в первые месяцы битвы за Британию. Завершил службу во Второй мировой войне в Индии и на Дальнем Востоке. По возвращении в Англию в 1946 году он был прапорщиком. Он продолжил службу в RAF Negombo на Цейлоне и RAF Kai Tak в Гонконге.
В 1953 году Морис Фокс-Стрэнгуэйс учился в Техническом колледже Королевских ВВС в RAF Henlow. К середине 1950-х годов он был командиром эскадрильи и стал участвовать в разработке ядерного оружия в Управлении разработки авиационного вооружения. Затем он перешел в штаб-квартиру бомбардировочного командования Королевских ВВС, чтобы работать над внедрением межконтинентальных баллистических ракет «Тор», а затем работал на ракетном полигоне в Вумере в Южной Австралии. Затем он служил на базе V-бомбардировщиков в британских ВВС Финнингли.
В качестве командира крыла он служил в Королевских ВВС Биггин-Хилл, занимаясь набором офицеров и летных экипажей. Наконец, получив звание капитана группы, он стал помощником директора по разработке воздушного оружия в Министерстве технологий и участвовал в британской программе баллистических ракет Поларис.

## Наследование графства
4 октября 1970 года после смерти своего отца Морис Фокс-Стрэнгуэйс унаследовал титул 9-го графа Илчестера. Он уволился из Королевских ВВС в 1976 году, имея все звания от ученика самолета до капитана группы. В Палате лордов он заседал в качестве члена парламента с 1976 года, но ждал до февраля 1980 года, чтобы произнести свою первую речь. Он регулярно посещал собрания до тех пор, пока в 1999 году наследственные пэры не были исключены из числа лордов.
Директор Ноттингемского строительного общества (1982—1989), член Ассоциации Королевских ВВС в Биггин-Хилл, президент Общества инженеров. Он был научным сотрудником Ядерного института (бывший Институт инженеров-ядерщиков) и его президентом с 1982 по 1984 год.
29 ноября 1941 года Морис Фокс-Стрэнгуэйс женился на Диане Мэри Элизабет Симпсон (? — 1 марта 2001), дочери Джорджа Фредерика Симпсона, но брак был бездетным.
Лорд Илчестер скончался 2 июля 2006 года в возрасте 86 лет в Танбридж-Уэллс, графство Кент. Ему наследовал его племянник, Робин Морис Фокс-Стрэнгуэйс, 10-й граф Илчестер (род. 1942), старший сын его младшего брата Рэймонда Джорджа Фокса-Стрэнгуэйса.